# Leotiomicets
Els leotiomicets (Leotiomycetes) són una classe de fongs del fílum dels ascomicots (Ascomycota). Moltes de les seves espècies causen malalties a les plantes.

## Característiques
La majoria dels Leotiomycetes desenvolupen els seus ascs en apotecis (o cleistotecis). Els ascs són cilíndrics sense opercle. Les espores són hialines, de diverses formes i són alliberades a través d'un porus apical.
La classe Leotiomycetes conté moltes espècies amb anamorfs (fongs que només realitzen reproducció asexual, classificats antigament dins dels fongs imperfectes o Deuteromycota), que només recentment han tingut lloc en el esquema filogenètic.

## Taxonomia
Segons la darrera actualització de la taxonomia dels fongs, la classe dels inclou 11 ordres, per bé que hi ha 181 gèneres incertae sedis (no assignats a cap ordre):
- Ordre Chaetomellales
- Ordre Helotiales (= Cyttariales, = Medeolariales)
- Ordre Lahmiales
- Ordre Lauriomycetales
- Ordre Leotiales
- Ordre Marthamycetales
- Ordre Micraspidales
- Ordre Phacidiales
- Ordre Rhytismatales
- Ordre Thelebolales
- Ordre Umbellidiales